# Ariel Minimal
Ariel Gustavo Sanzo, mais conhecido por Ariel Minimal (1970, Buenos Aires) é um cantor e guitarrista do grupo de rock argentino Pez. Ganhou fama e reconhecimento quando, em 1996, foi chamado para integrar a banda Los Fabulosos Cadillacs. Contudo, o início de sua carreira se deram em 1985 quando entrou na banda punk Descontrol, e a sua abordagem inicial à fama em 1992, com Martes Menta.
Minimal leva registrado dez discos com a banda Pez, quatro com Los Fabulosos Cadillacs, um com o trio acústico Flopa Manza Minimal, dois como cantor solo e três como guitarrista de La Luz, a banda de Litto Nebbia. É um dos fundadores da banda Azione Artigianale, selo que utiliza para difundir sua banda atual.
Atualmente se divide entre as bandas Pez, La Luz e sua carreira solo.

## Biografia

### O começo: Descontrol/Los Minimals
A carreira musical de Minimal começa em 1985, a frente do grupo punk anarcopacifista Descontrol, junto com seus amigos de infância Pablo Poli e Alejandro Alez Barbieri. Este grupo se enquadra em meio do nascimento do movimento punk argentino, com bandas como Attaque 77 e Flema. Na verdade eles se recusam a participar na histórica compilação Invasión '88 que catapultou a estas bandas, pois que "foi produzido por skinheads.".
Durante o período de 1985 a 1988 também passou por bandas como Cadáveres De Niños e o grupo de reggae Cosa De Negros. Além disso, foi um dos responsáveis do início da fama da banda Attaque 77, desde o primeiro show da banda estava presente como telonero do seu grupo no místico Cemento em 21 de outubro de 1987.
Em 1989 forma a banda Los Minimals, de onde retira seu apelido. Este grupo se enquadra a passagem para o mod, ampliamente influenciado pela banda The Who, e ele ficou Beat, um cassette com nove canções produzidas por o cantor do Cienfuegos Sergio Rotman. O grupo se separa em 1991.

### O crescimento: Martes Menta/Pez/Los Fabulosos Cadillacs
Nesse ano, Minimal forma o Martes Menta junto a Mariano Esain, Fabián e Yanina Ghía e Pablo Michu Varela. Em 1992 gravam o disco 17 Caramelos, pouco depois de haver sido teloneros do Soda Stereo durante as apresentações de Dynamo. O grupo obtém um moderado êxito radial com sus canção "Azul", e é considerado um dos pioneiros do movimento sônico que os une a grupos como os Babasónicos. Porém o grupo se separa em 1993 com um álbum inédito, Monstruo/Hogar, por lançar.
É então quando Minimal volta a convocar seus ex-colegas de Descontrol, os irmãos Barbieri, e funda a banda Pez, uma proposta que o acompanha até hoje. Em 1996 Rotman (quem produziu gravações de Los Minimals e usado para compartilhar com mostra Pez) o convida a participar do grupo Los Fabulosos Cadillacs. Com sua entrada, os Cadillacs alteram seus sons e lançam dois álbuns fundamentais da sua história: Fabulosos Calavera e La Marcha Del Golazo Solitario. Em 2001, após gravar o álbum ao-vivo Hola y Chau, a banda se separa. Eles se reuniriam em 2006 em homenagem a Andrés Calamaro, mas Minimal não seria convidado a participar.

### A popularidade: Flopa Manza Minimal/primeiro disco solo
Contudo, continuaria com sua banda (e sem os irmãos Barbieri e imersos em uma constante mudança de componentes que iria durar até 2005, quando ele finalmente consegue uma formação estável) lançando discos como Convivencia Sagrada ou Folklore, além de outros projetos de igual impacto: em 2003 se reúne com seus amigos Mariano Esain (ex Martes Menta) e Florencia Flopa Lestani e, em formato de trio acústico, lança o Flopa Manza Minimal. O disco seria eleito como "melhor disco nacional do ano" pela revista Rolling Stone em sua edição latino-americana.
Entretanto, em 2004, a inesperada mononucleose do baterista do Pez Franco Salvador impulsa a Minimal a gravar seu primeiro álbum solo: Un Hombre Solo No Puede Hacer Nada. Ela inclui várias canções inéditas, além de um par de covers de artistas como David Lebón e Roberto Carlos, e de sua própria banda. Uma vez miss, o material recebe muitíssima atenção da imprensa. Minimal se apresenta com um grupo de amigos que denomina 'Los Ortodoxos': Fernando Minimal (bateria, ex Los Minimals), Juan Ravioli (teclados, guitarras), Gerardo Rotblat (percussão, de Los Fabulosos Cadillacs), Leopoldo Limeres (piano eléctrico, de Pez), Martín Méndez e Hernán Espejo (baixo e guitarra, de Compañero Asma e então, Dragonauta).

### Atualidade: Litto Nebbia/segundo disco solo
Em 2005, Azione Artigianale ajuda no regresso de Gabriel Gabo Ferro a música após uma ausência de sete anos. O que faz com que seja produzida a sua estreia solo Canciones que un hombre no debería cantar, álbum documental (gravado ao-vivo em estúdio) onde Minimal aparece creditado como a primeira guitarra. Pode-se dizer que o disco seja gravado com o violão clássico.
Pouco depois, Litto Nebbia o convida a fazer parte de seu novo grupo, La luz. Ambos haviam trabalhado por amizade quando Minimal o convidou a gravar uma canção chamada "Todo el tiempo que se va" para seu disco solo. Com este grupo, lança neste ano o álbum Danza del corazón, contribuindo com a primeira guitarra e coros. Em 2006, Nebbia produz o álbum El palacio de las flores de Andrés Calamaro, onde La luz atua como banda suporte e Minimal é creditado na guitarra, percussão e coros.
Previamente lançou, no começo de 2006, seu segundo e mais intimo álbum solo, Un día normal en el maravilloso mundo de Ariel Minimal, onde compoz, escreveu e produziu todas as canções, além de gravar todos os instrumentos. Se destacam o resgate de uma canção do Los Minimals, Tornado Violento e sua homenagem a sua mulher Nadina, Compañera. Este disco foi apresentado durante o mês novembro de 2006 no Club de Cultura Plasma junto a uma banda que incluiu a César Checho Marcos na guitarra acústica e armônica, a Fabián Ghía (ex Martes Menta) no baixo e vocal e a Luque na bateria, além do próprio Minimal na guitarra e vocal; grupo que se chamou El sur de la ciudad.
Em 10 de abril de 2007 se apresenta como solista na tienda Harrods (no âmbito do Festival Internacional de Cinema Independente de Buenos Aires) com uma banda que incluiu Juan Ravioli nos teclados, guitarra e vocal; Gerardo Rotblat na percussão; Franco Salvador (Pez) na bateria; Federico Boaglio (La Luz) no baixo, e Federico Terranova (da Orquesta Típica Fernández Fierro) no violino.
Em julho de 2007 foi finalmente lançado seu novo álbum de Litto Nebbia e La Luz, The Blues, com uma decisiva participação de Minimal, em especial nos solos de guitarra e coros, assim como na ajuda que lhe deram s Nebbia para que ele reverta a tocar guitarra clássica.
Seus próximos projetos incluem um álbum em conjunto com a jovem artista Florencia Ruiz. Ele tem participado, além disso, da gravação do futuro álbum de Flopa (Emoción homicida). Los orfebres, décimo disco do Pez, foi lançado em outubro de 2007.
Minimal vive no bairro de Boedo com sua mulher Nadina e é o pai de uma menina, Mina.

## Equipamento

### Guitarras

#### SM Minimal
O modelo que Minimal começou a utilizar a partir da apresentação do álbum da banda Pez hoje se denomina "SM Minimal". Se trata de um modelo único, desenhado como um presente pelo luthier Ezequiel Galasso. É uma guitarra muito especial que busca conjugar os elementos elétricos presentes na composição de Minimal através dos materiais usados em sua construção: mogno, cerejeira e cedro na frente do violão e maple a alça. O detalhe é dada especial decorativas incrustação sobre a borboleta rosa que ilustra a capa de Hoy.
A "SM Minimal" é ergonomicamente projetads de forma que a sua morfologia não se incomoda o músico e podem ter bons acessos a todas as escalas. Os controles respeitam a disposição a que Minimal esta acustumado, chave seletora de microfones (três posições)e na parte superior e controles de volume e tom para cada microfone na parte inferior. Os do humbuckers, modelo motherbucker som da DS Pickups.
Os puxadores são da Bakelite, a sejilla é da hueso e os pinos são da Shaller. O captador feito pela rosewood se retira em três partes. O arremesso tem detalhes sobre nácar.

### Efeitos
- Boss TU-2 (afinador cromático)
- Cluster MASK-5 (compressor)
- Cluster GAUCHITO (distorção)
- Cluster TSUNAMI-9 (overdrive)
- Cluster WONDER-3 (filtro envolvente)
- Cluster PULSAR (tremolo)
- Cluster SPIRIT-9 (chorus)
- Cluster SPIRAL-48 (pasher)
- Electro Harmonix Memory Man (delay)
- Cluster ULTIMATE POWER SUPPLY (fonte de alimentação)

## Discografia

### Martes Menta
| 1992 | 17 caramelos | Independente |

### Pez
| 1994 |  | Cabeza                             | Discos Milagrosos [primeira edição] Azione Artigianale [edições posteriores] |
| 1996 |  | Quemado                            | Discos Milagrosos [primeira edição] Azione Artigianale [edições posteriores] |
| 1998 |  | Pez                                | Azione Artigianale                                                           |
| 2000 |  | Frágilinvencible                   | Azione Artigianale                                                           |
| 2000 |  | Cabeza/Quemado [reedição]          | Azione Artigianale                                                           |
| 2001 |  | Convivencia Sagrada                | Azione Artigianale                                                           |
| 2002 |  | El Sol Detrás Del Sol              | Azione Artigianale                                                           |
| 2004 |  | Folklore                           | Azione Artigianale                                                           |
| 2005 |  | Para Las Almas Sensibles [ao-vivo] | Azione Artigianale                                                           |
| 2006 |  | Hoy                                | Azione Artigianale                                                           |
| 2007 |  | Los Orfebres                       | Azione Artigianale                                                           |

### Los Fabulosos Cadillacs
| 1997 | Fabulosos Calavera             | Sony BMG |
| 1999 | La Marcha Del Golazo Solitario | Sony BMG |
| 2001 | Hola [ao-vivo]                 | Sony BMG |
| 2001 | Chau [ao-vivo]                 | Sony BMG |

### Flopa Manza Minimal
| 2003 |  | Flopa Manza Minimal | Azione Artigianale |

### Solista
| 2004 |  | Un Hombre Solo No Puede Hacer Nada                     | Azione Artigianale |
| 2006 |  | Un Día Normal En El Maravilloso Mundo De Ariel Minimal | Azione Artigianale |

### Litto Nebbia y La luz
| 2005 | Danza del corazón                              | Discos Melopea |
| 2006 | El palacio de las flores [com Andrés Calamaro] | Warner Music   |
| 2007 | The Blues                                      | Discos Melopea |